# Slowakisches Militärordinariat
Das Slowakische Militärordinariat ist das katholische Militärordinariat in der Slowakei und zuständig für die Streitkräfte der Slowakei.

## Geschichte
Das Militärordinariat in der Slowakei betreut seelsorgerisch Angehörige der Streitkräfte des Landes, die sich zu katholischer Konfessionszugehörigkeit bekennen. Es wurde durch Papst Johannes Paul II. am 20. Januar 2003 errichtet. Nach gegenseitigem Beschluss zwischen dem Heiligen Stuhl und der slowakischen Republik befindet sich der Sitz des Militärordinariats in Bratislava.
Von 2003 bis 2009 war die Kathedralkirche die Trinitarierkirche in der Altstadt von Bratislava, seit 2009 dient diesem Zweck die neugebaute Kathedrale des heiligen Sebastian im Stadtteil Rača.

## Militärbischöfe
| Nr. | Name                  | Amt | von             | bis          |
| --- | --------------------- | --- | --------------- | ------------ |
| 1   | František Rábek       |     | 20. Januar 2003 | 27. Mai 2025 |
| 2   | Pavol Šajgalik OFMCap |     | 27. Mai 2025    |              |